# Meropidia neurostigma
Meropidia neurostigma är en tvåvingeart som beskrevs av Heikki Hippa 1982. Meropidia neurostigma ingår i släktet Meropidia och familjen blomflugor.
Artens utbredningsområde är Bolivia. Inga underarter finns listade i Catalogue of Life.